# Älplihorn (Albula-Alpen)
Das Älplihorn ⓘ ist ein 3006 m ü. M. hoher Berg zwischen Monstein und Sertig in den Albula-Alpen im schweizerischen Kanton Graubünden. Das Horn gipfelt in zwei Spitzen, die durch eine kleine Scharte getrennt sind. Wegen der umfassenden Aussicht wird es sowohl im Sommer wie auch im Winter oft begangen.

## Lage und Umgebung
Das Älplihorn geöhrt zur Monsteiner Kette, einer Untergruppe der Albula-Alpen. Benachbarte Berge sind im Norden das Leidbachhorn (2908 m ü. M.), Marchhüreli (2578 m ü. M.), und Rinerhorn (2528,1 m ü. M.). Im Süden schliesst sich das Chrachenhorn (2891 m ü. M.) an. Im Osten unmittelbar unterhalb des Berges befindet sich die Ortschaft Sertig Dörfli, im Westen Monstein. Das Älplihorn befindet sich komplett auf dem Gemeindegebiet der Gemeinde Landschaft Davos.

## Schneestation

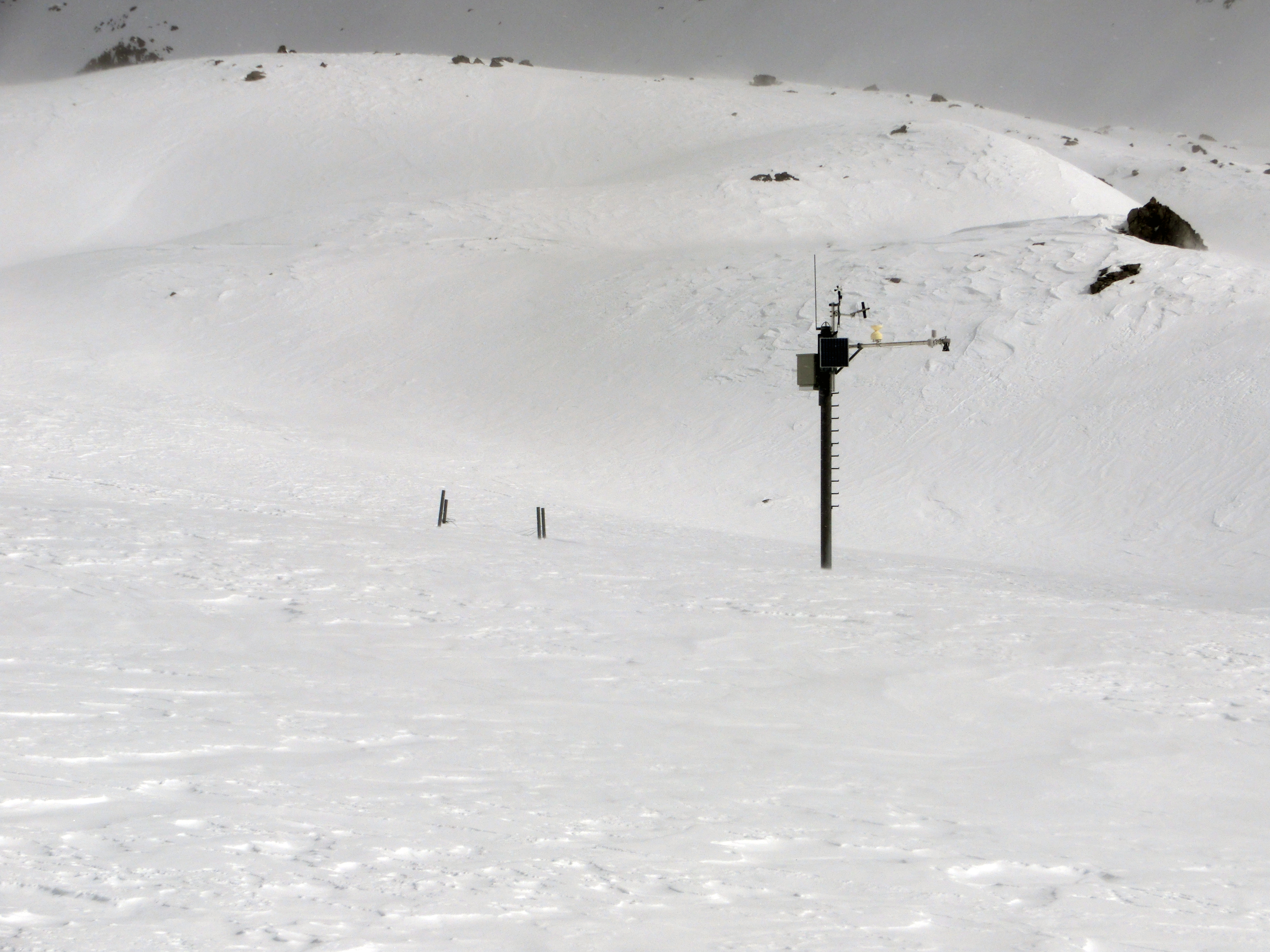
Schneestation im Bärentälli, südlich vom Älplihorn.

Südlich vom Gipfel, auf 2558 m auf einer Ebene im Bärentälli befindet sich eine von 160 Schneestationen des Interkantonalen Mess- und Informationssystems (IMIS). Das System wird in Zusammenarbeit von Bund, Kantonen, Gemeinden, dem WSL-Institut für Schnee- und Lawinenforschung SLF sowie von weiteren Interessenverbänden betrieben. Die dazugehörende Windstation befindet sich auf dem Chrachenhorn auf 2891 m ü. M. Die Schneestation misst jede halbe Stunde Lufttemperatur, Oberflächentemperatur der Schneedecke, Temperatur innerhalb der Schneedecke, Temperatur des Bodens, Windgeschwindigkeit (Mittel und Spitze), Windrichtung, relative Luftfeuchtigkeit, Schneehöhe und reflektierte kurzwellige Strahlung. Der Lawinenwarndienst sowie Sicherheitsbeauftragte der ganzen Schweiz werden so mit aktuellen Informationen aus entlegenen und/oder unzugänglichen Gebieten versorgt. Die Daten können auf der Webseite des SLF angeschaut werden.

## Routen zum Gipfel

### Sommerrouten
Die von schrägen Bändern durchzogene Südostflanke ist sehr steinschlaggefährdet und daher nicht zu empfehlen.

#### Über den Südgrat
- Ausgangspunkt: Monstein (1626 m) oder Sand (1859 m)
- Via: Bärentällifurgga (2745 m) zur Vereinigung mit dem Mitteltälligrat, dann zum Südgipfel. Vom Südgipfel zum Hauptgipfel klettert man durch einen kurzen Kamin in der Westseite hinab, quert ein Stück westlich der Gratkante und steigt dann auf den Grat zurück.

1. Von Monstein auf dem Alpsträsschen zur Oberalp (1913 m) und auf dem markierten Bergweg bis zum Seelein auf 2446 m. Dann nach links ins Bärentälli zur Bärentällifurgga (man kann auch schon vorher, beim kleinen See auf 2637 m gegen Norden den Schutthang hinaufsteigen).
2. Von Sand zur Grossalp (1882 m), dann entlang des Pfades zum Alpli (2375 m) und steil hinauf zur Bärentällifurgga.

- Schwierigkeit: T5, L
- Zeitaufwand:

1. 3¾ Stunden von Monstein
2. 3¼ Stunden von Sand

#### Durch das Mitteltälli
- Ausgangspunkt: Monstein (1626 m)
- Via: Auf dem Alpsträsschen zur Oberalp (1913 m) und auf dem markierten Bergweg weiter bis Fanezmeder (1913 m). Dann nach links ins Mitteltälli einbiegen. Dann entweder zum Mitteltälligrat und zuerst zum Südgipfel oder direkt zum Hauptgipfel.
- Schwierigkeit: L
- Zeitaufwand: 3½

#### Von Norden
- Ausgangspunkt: Sand (1859 m), Monstein (1626 m), Bergstation Jatzmeder (2053 m) oder Glaris (1455 m)
- Via: Leidbachfurgga (2727 m)
- Schwierigkeit: WS
- Zeitaufwand: 3¾ Stunden von Sand, 5 Stunden von Monstein oder Glaris, 4 Stunden von der Bergstation Jatzmeder (1 Stunden von der Leidbachfurgga)

### Winterrouten

#### Von Monstein
- Ausgangspunkt: Monstein (1626 m)
- Via: Fanezmeder, Bodmen, Bärentälli, beim Seeli (2637 m) rechts ausholend zum Mitteltälligrat. Skidepot auf ca. 2980 m. Nun auf der Nordwestseite zum Hauptgipfel.
- Expositionen: NW, S
- Schwierigkeit: WS+
- Zeitaufwand: 4 Stunden
- Bemerkung: Oft wird auch nur bis zum Südgipfel gegangen.
- Alternative: Bei sicheren Verhältnissen kann statt durch das Bärentälli auch durch das Mitteltälli aufgestiegen oder abgefahren werden.

#### Von der Bergstation Rinerhorn
- Ausgangspunkt: Bergstation Nüllisch Skilift Rinerhorn (2492 m)
- Via: Nüllisch Grat, Wassertälli, Bodmen, P. 2648, Mitteltälli, Südgipfel
- Expositionen: W
- Schwierigkeit: Z-
- Zeitaufwand: 2½ Stunden
- Bemerkung: Der Übergang ins Mitteltälli und der Gipfelhang erfordern sichere Verhältnisse (30–35° auf 300 m)

## Galerie

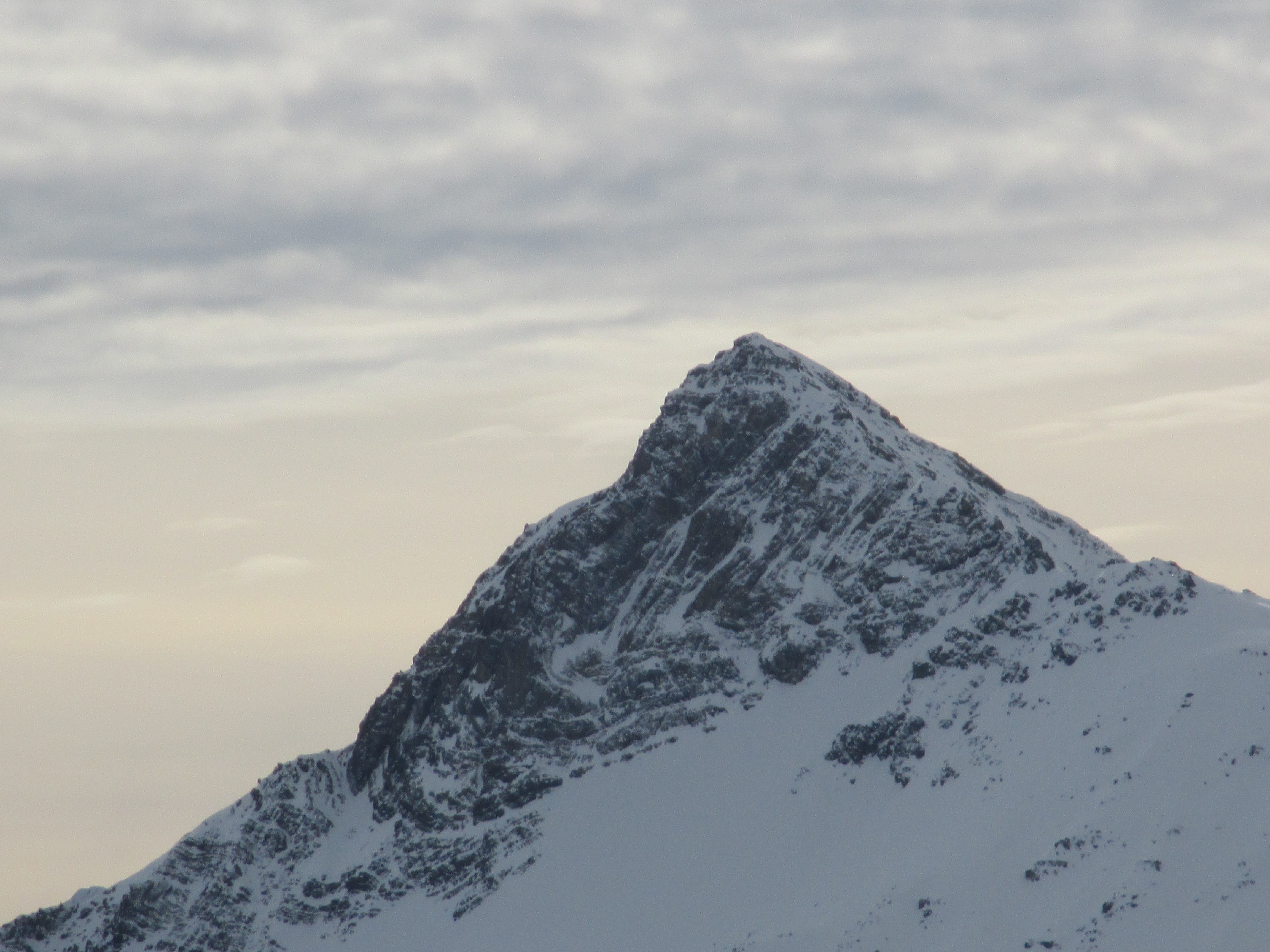
Älplihorn vom Sertig Tal aus gesehen.
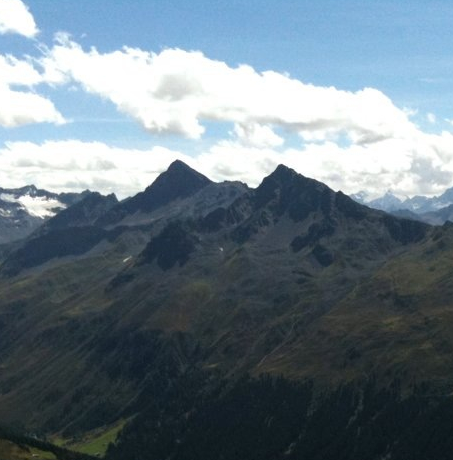
Älplihorn und Leidbachhorn (v. l. n. r.), aufgenommen von Jakobshorn.
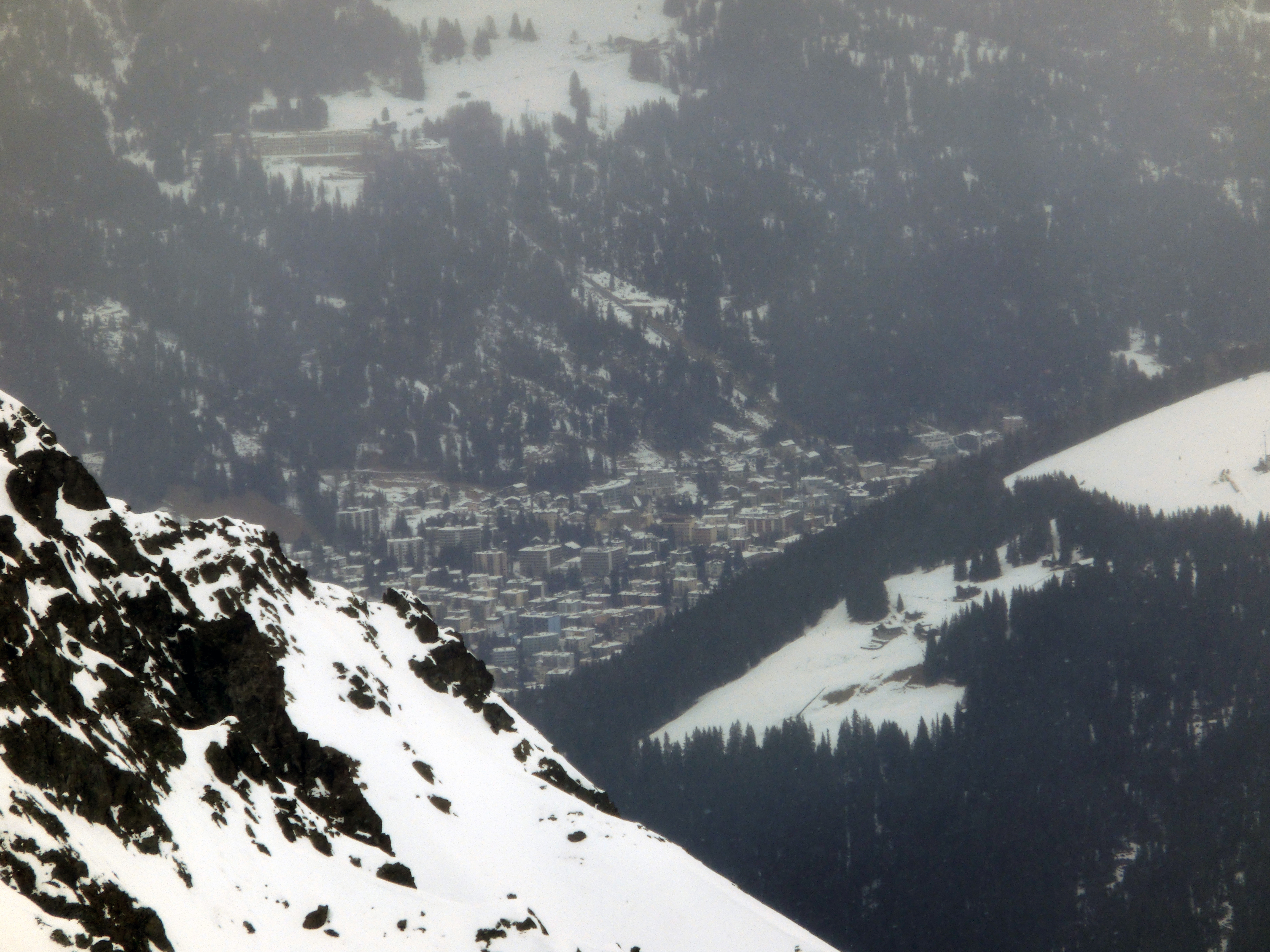
Blick nach Norden nach Davos.
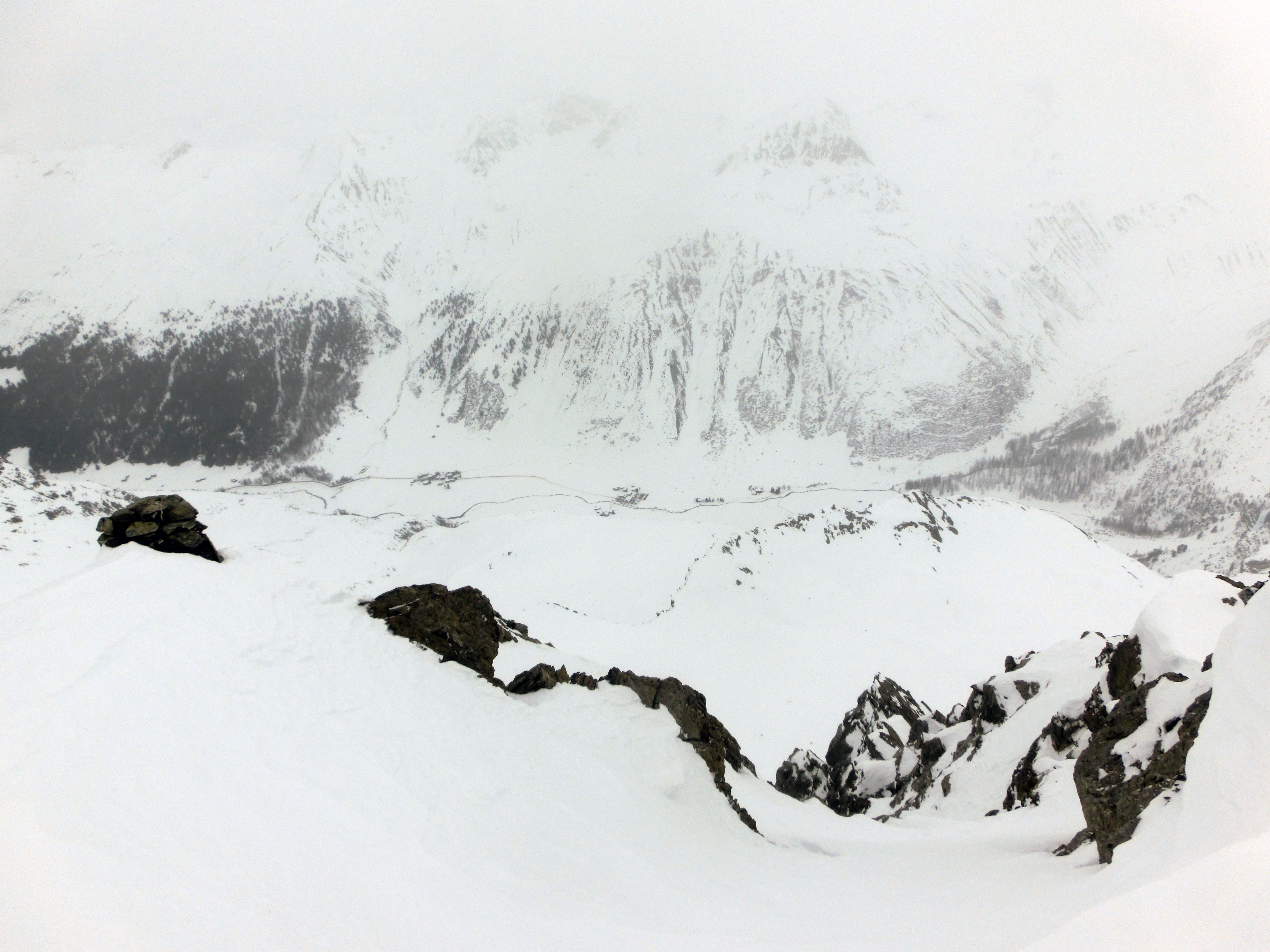
Blick nach Nordosten ins Sertigtal.
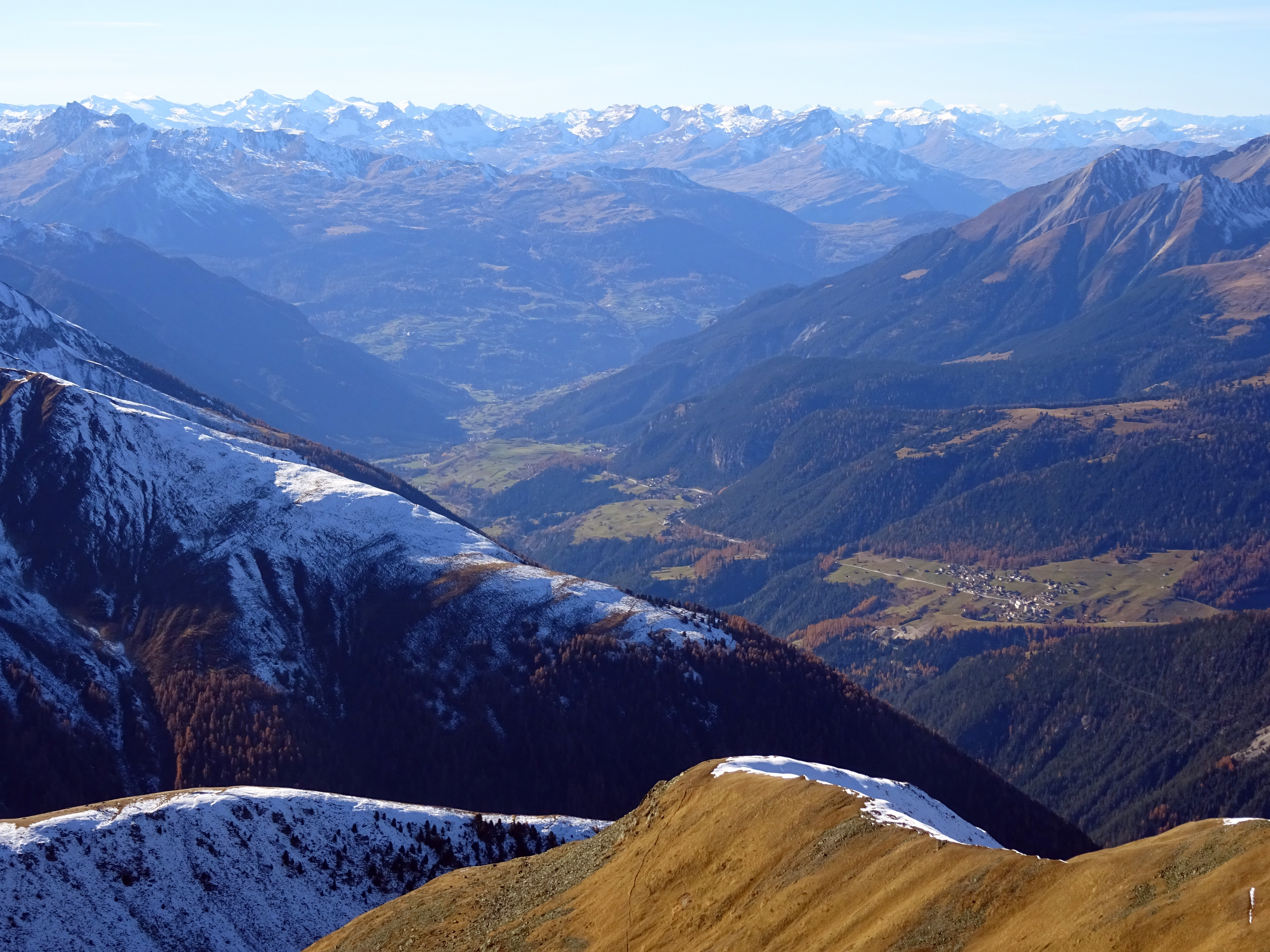
Blick nach Westen ins Albulatal.
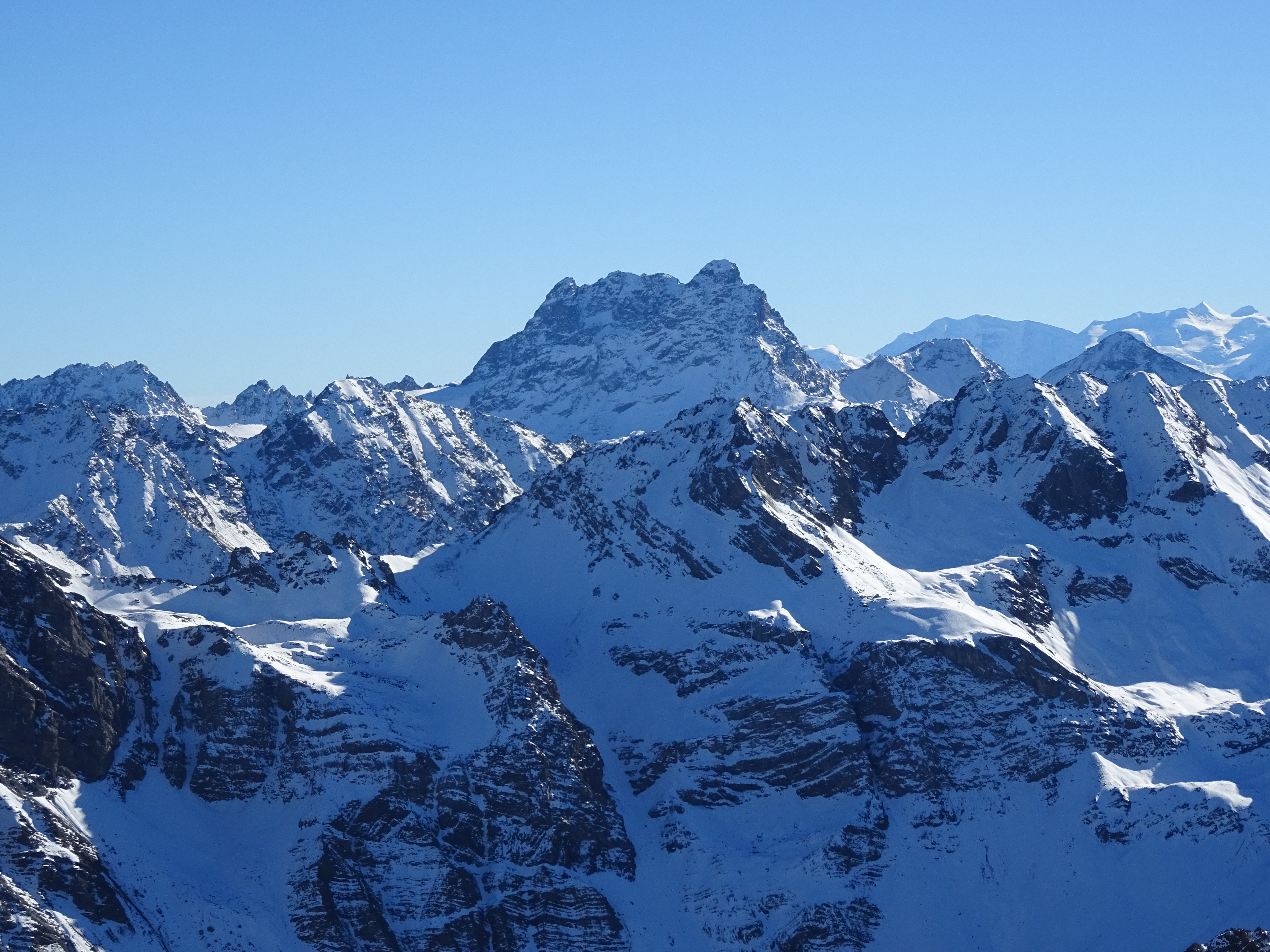
Blick nach Süden zum Piz Kesch.
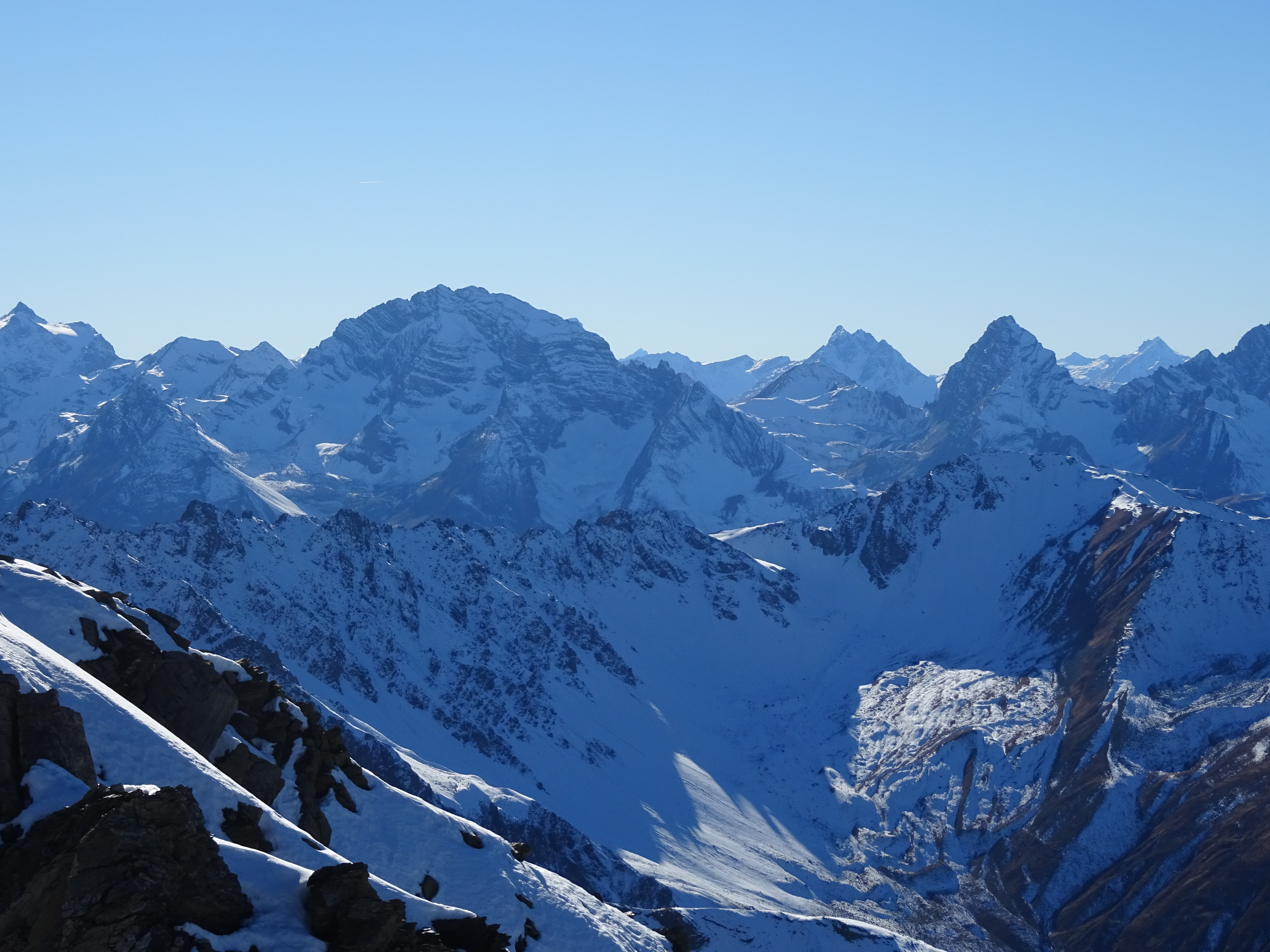
Blick nach Südwesten zu den Bergüner Stöcken (v. l. n. r. Piz Ela, Piz Forbesch und Tinzenhorn).